# The Faculty
The Faculty è un film del 1998 diretto da Robert Rodríguez.

## Trama
All'Herrington High (Ohio) gli insegnanti e il personale vengono infettati da alcuni parassiti di origine extraterrestre. Gli insegnanti, a loro volta, iniziano a contagiare gli studenti, eccezion fatta per un eterogeneo gruppetto che capisce la situazione e cerca di resistere all'invasione. Tra questi abbiamo: Zeke Tyler, un genio solitario che ripete l'ultimo anno di scuola, i cui genitori sono sempre in viaggio, e che spaccia una droga simile alla cocaina ai suoi compagni di corso; Stan Rosado, il quarterback della squadra del liceo, che decide di uscire dalla squadra di football per concentrarsi sullo studio; la fidanzata di Stan, Delilah Profit, la ragazza più popolare della scuola, dal carattere duro e vendicativo, e caporedattrice della testata studentesca; Casey Connor, un nerd disadattato e intelligente, picchiato costantemente dagli studenti, e abile fotografo per il giornale studentesco; Stokely "Stokes" Mitchell, una ragazza emarginata che si finge lesbica come scusa per non essere avvicinata dalle persone, ma con un debole per Stan; Marybeth Louise Hutchinson, la "nuova arrivata", che viene da Atlanta e vive con i suoi cugini perché i suoi genitori sono morti in un incidente d'auto.
Gli alieni riescono a impossessarsi di tutta la scuola grazie all'iniezione di un organismo parassita nell'orecchio, che assume il totale controllo del cervello e rende gli ospiti emotivamente piatti, anche se esteriormente uguali a prima. Gli insegnanti vengono ben presto tutti contagiati e conducono l'intero corpo studentesco in infermeria con la scusa di dover fare loro ispezioni alle orecchie; in realtà lo scopo è la diffusione dei parassiti. Casey scopre il tranello e avverte Stokely, Delilah e Stan. Aiutati anche da Zeke e Marybeth, il gruppo si arrende all'evidenza quando il signor Furlong, l'insegnante di scienze, entra nella camera e prova a infettarli. Zeke infilza l'occhio di Furlong con la droga da lui spacciata, che disidrata il parassita del cervello, uccidendolo.
Il gruppo fugge dal liceo e va a casa di Zeke con un campione di parassita, con il quale verificano che la droga ha un effetto essiccante, che disidrata il parassita e lo fa uscire dal cervello. Stokely, da appassionata di romanzi di fantascienza, intuisce la presenza di una regina aliena la quale, se uccisa, comporterà la morte tutti i parassiti, liberando le loro vittime dal controllo mentale. Prima però, per provare che non siano stati infettati, ognuno di loro sniffa la droga di Zeke. Quando arriva il turno di Delilah, la ragazza rifiuta, rivelando che è stata infettata. Quindi distrugge la maggior parte della droga e tutto l'equipaggiamento per produrla e scappa. Con quel poco che rimane, i cinque studenti ritornano a scuola. Credendo che la regina sia la preside Drake, la intrappolano nella palestra e la uccidono, ma gli altri ospiti rimangono ancora infetti; nel frattempo anche Stan viene assalito e infettato. Terminata la droga, Zeke si ricorda di aver a disposizione un'ulteriore dose all'interno della sua auto; mentre Casey serve come esca per distrarre gli infetti, Zeke arriva all'auto. Qui viene assalito dalla signorina Burke, una professoressa di letteratura che lo odia divenuta anch'essa un alieno, ma riesce a decapitarla facendola catapultare dal vetro della sua Pontiac GTO.
Contemporaneamente Marybeth, rimasta in palestra con Stokely, si rivela essere la regina aliena e si trasforma in una grande creatura acquatica che assale sia la ragazza che Casey. Zeke ritorna in palestra con la droga solo per scoprire che anche Stokely è stata infettata. Zeke e Casey affrontano Marybeth, ma il primo viene sconfitto, mentre Casey è costretto a nascondersi. In un tentativo di persuadere Casey ad arrendersi, Marybeth gli rivela di provenire da un pianeta che era pieno di vasti e immensi oceani, ma l'acqua iniziò a prosciugarsi, causando una terribile siccità. Marybeth scappò e andò alla ricerca di un altro mondo simile al suo: trovò così la Terra. Dalle parole di Marybeth, lei sembra essere l'ultima rimasta della sua razza e di essere rimasta ormai sola.
Arrivata a scuola e trovando tutti alienati e infelici, ha dato inizio all'invasione per creare una vita migliore, fatta di armonia e tolleranza, e per assicurarsi la continuità della sua specie. Casey rifiuta e riesce a intrappolare l'enorme creatura nelle tribune della palestra; dunque le inietta la droga in un occhio e la uccide. Affermando che il pianeta terra non faceva per lei.
Dopo l'evento, i cinque adolescenti sono completamente cambiati: Zeke decide di usare il suo intelletto per le attività scolastiche, si unisce alla squadra di football e instaura un buon rapporto con la signorina Burke; Stan e Stokely e Delilah e Casey si fidanzano e quest'ultimo viene riconosciuto come eroe.

## Colonna sonora
1. Class of '99 – Another Brick in the Wall (Part 2) – 4:18
2. Offspring – The Kids Aren't Alright – 2:59
3. Creed – I'm Eighteen – 3:11
4. D Generation – Helpless – 3:34
5. Soul Asylum – School's Out – 3:25
6. Garbage – Medication – 4:08
7. Stabbing Westward – Haunting Me – 3:38
8. Flick – Maybe Someday – 3:47
9. Sheryl Crow – Resuscitation – 3:59
10. Neve – It's Over Now – 4:01
11. Shawn Mullins – Changes – 3:32
12. Oasis – Stay Young – 5:08
13. Class of '99 – Another Brick in the Wall – 5:18

## Riprese
Il film si svolge nella cittadina fittizia di Herrington, in Ohio, ma è stato girato nelle città di Austin, Dallas e Lockhart, in Texas.